# Persoană (gramatică)
În lingvistică, persoana este o categorie gramaticală bazată pe referirea la participanții comunicării prin limbă și la enunțul produs. În cazul cel mai simplu, situația de comunicare este definită de relația dintre un vorbitor (persoana I singular), un destinatar al enunțului său (persoana a II-a singular) și obiectul comunicării, adică o ființă sau un lucru, ori mai multe ființe sau lucruri (persoana a III-a singular, respectiv plural). Situația de comunicare poate implica și relații mai complexe între cei trei termeni. Vorbitorul se poate asocia cu destinatarul sau cu mai mulți destinatari, eventual și cu o persoană sau mai multe ce fac obiectul comunicării (persoana I plural inclusivă), ori numai cu o persoană sau mai multe ce fac obiectul comunicării (persoana I plural exclusivă). De asemenea, vorbitorul poate asocia destinatarul cu încă unul sau mai mulți destinatari, eventual și cu una sau mai multe persoane absente, rezultând persoana a II-a plural.
Categoria persoanei este caracteristică în primul rând verbului, pronumelui personal și pronumelui posesiv, manifestându-se solidar și simultan cu categoria numărului. În unele limbi privește și alte părți de vorbire. De exemplu, în limba maghiară este proprie și substantivului care exprimă un obiect posedat, precum și postpoziției.

## Persoană reală și persoană indicată morfologic
Persoana reală nu coincide totdeauna cu cea indicată morfologic, și cazurile de non-coincidență pot fi diferite în diverse limbi.

### Persoana a III-a de politețe
În unele limbi, ca româna, franceza sau limbile slave, și în comunicarea politicoasă se folosește persoana a II-a, diferența față de comunicarea nepoliticoasă fiind numai utilizarea pluralului și către o singură persoană, uneori, ca în română, recurgându-se la pronume personale specifice. În alte limbi însă se utilizează persoana a III-a singular către o singură persoană și a III-a plural către mai multe, marcate atât la verb, cât și la pronumele personal, acesta putând avea o formă specifică. Exemple:
es  pronume cu forme specifice:
Usted no es de aquí, ¿verdad? „Dumneavoastră nu sunteți de aici, așa-i?”;
¡Salgan ustedes! „Ieșiți afară!”;
it  pronume cu forme nespecifice:
Lei non è troppo alta, Signora „Nu sunteți prea înaltă, doamnă” (Lei are la origine sensul „ea”);
Lei è molto gentile, Signore „Sunteți foarte amabil, domnule” (Lei este folosit și pentru masculin);
Signori Conti, (Voi) siete italiani? sau Signori Conti, Loro sono italiani? „Domnule și doamnă Conti, dumneavoastră sunteți italieni?” (Loro, la origine „ei”, este facultativ în locul lui Voi „voi”, formă de persoana a II-a plural și între persoane care se tutuiesc);
hu  pronume cu forme specifice:
(Maga) milyen könyvet keres? „(Dumneata) ce carte cauți?” (pronume mai puțin politicos);
(Önök) ott lesznek a tárgyaláson? „(Dumneavoastră) veți fi prezenți la proces?” (pronume mai politicos).

### Persoana subiectului nedeterminat sau general
În diferite limbi, subiectul nedeterminat sau general se exprimă la diferite persoane, uneori la mai multe în aceeași limbă.
În română se poate exprima cu verb la persoana a III-a singular, cu subiect exprimat prin pronume nehotărât (Oricine trecea pe drum…) sau fără subiect exprimat prin cuvânt aparte. În al doilea caz, verbul poate fi cu sau fără pronumele reflexiv se (Aici se doarme bine, Sună de ieșire), ori la plural fără pronumele se: Au adus marfă. Se mai exprimă și la persoana a II-a singular (Cum îți vei așterne, așa vei dormi) sau la persoana I plural: Nu trăim ca să mâncăm, ci mâncăm ca să trăim.
În limba franceză, subiectul este totdeauna exprimat prin cuvânt aparte, în afară de cazul când predicatul este la modul imperativ. Subiectul nedeterminat sau general este cel mai frecvent la persoana a III-a singular cu pronumele nehotărât considerat și personal on: On a souvent besoin d'un plus petit que soi „Deseori ai/avem nevoie de cineva mai mic ca tine/noi”. Există și o construcție tot la persoana a III-a singular, numită cu verb impersonal la forma reflexivă cu sens pasiv, în care subiectul gramatical este il și agentul este nedeterminat sau general: Il se vend beaucoup de livres „Se vând multe cărți”. Un astfel de subiect mai poate fi și la persoana a II-a plural: Vous marchez parfois des heures dans ce pays sans rencontrer âme qui vive „Mergi uneori ore întregi prin ținutul acesta fără să dai de țipenie de om”.
În maghiară, subiectul nedeterminat sau general este cel mai adesea la persoana a III-a plural (Amint fújják, úgy táncol „Cum i se cântă, așa dansează”), mai rar la persoana a II-a singular (Szólj igazat, betörik a fejed „Spune adevărul și ți se sparge capul”) sau la persoana I plural: Árnyékáért becsüljük a vén fát „Apreciem copacul cel bătrân pentru umbra sa”.

## Exprimarea persoanei
În limbile indoeuropene în general, persoana se poate exprima prin desinența verbului la modurile personale, prin pronumele personal, pronumele posesiv și adjectivul posesiv. În altele, precum limba maghiară, se poate exprima prin aceleași morfeme, mai puțin adjectivul posesiv, cu funcția acestuia folosindu-se așa-numitul sufix personal posesiv.

### În domeniul verbului
În unele limbi sunt suficiente desinențele, chiar dacă există și desinențe zero, pentru a indica persoana verbului. Astfel este, de exemplu, limba română, în care acest lucru este valabil pentru toate modurile personale, la toate timpurile, în afară de perfectul conjunctiv. Aceeași trăsătură o au și limbile slave, de exemplu cele din diasistemul slav de centru-sud (sârba, croata etc.), sau limba maghiară.
În alte limbi, formele personale ale verbelor au evoluat scurtându-se, astfel încât numărul desinențelor s-a redus și au apărut riscuri de confuzie între persoane. În limba franceză, de exemplu, sunt categorii de verbe la care, la anumite timpuri, în vorbire se aude numai rădăcina verbului, la patru persoane verbul sunând la fel. De aceea, morfemul persoanei a devenit în mare măsură subiectul exprimat prin alt cuvânt. Ca urmare, la persoana a treia, acesta este un substantiv, un pronume sau, mai rar, un verb la infinitiv, iar la persoanele I și a II-a, un pronume personal. În limba engleză, necesitatea unui asemenea morfem este și mai mare, la timpul prezent simplu al verbelor regulate, de exemplu, numai forma de persoana a III-a singular distingându-se de celelalte prin desinență. Exemple (morfemele de persoană, adică desinențele în afară de zero și pronumele personale sunt cu caractere aldine):
| Număr    | Persoană | Română  | Sârbă  | Maghiară  | Franceză           | Engleză         |
| -------- | -------- | ------- | ------ | --------- | ------------------ | --------------- |
| Singular | I        | cânt    | pevam  | énekelek  | je chante          | I sing          |
| Singular | II       | cânți   | pevaš  | énekelsz  | tu chantes         | you sing        |
| Singular | III      | cântă   | peva   | énekel    | il/elle chante     | he/she/it sings |
| Plural   | I        | cântăm  | pevamo | énekelünk | nous chantons      | we sing         |
| Plural   | II       | cântați | pevate | énekeltek | vous chantez       | you sing        |
| Plural   | III      | cântă   | pevaju | énekelnek | ils/elles chantent | they sing       |

În unele limbi, cum este româna, verbele la modurile nepersonale exprimă în general indirect persoana, având de regulă același subiect ca verbul regent al acestora. Când, în mod excepțional, au subiect diferit, acesta se exprimă printr-un cuvânt aparte, de exemplu, în limba română, la infinitiv și la gerunziu: Este necesar a vă interesa, Plecând ea, a rămas el.
În alte limbi, infinitivul poate și el exprima persoana prin desinențe, de exemplu în maghiară. În această limbă, atunci când predicatul este impersonal, iar subiectul acțiunii subordonate este general, se folosește infinitivul obișnuit, dar pentru a preciza subiectul, infinitivului i se adaugă desinențe identice cu așa-numitele sufixe personale posesive: Tanulni kell „Trebuie să se învețe” vs. Nekem tanulnom kell „Eu trebuie să învăț”. Acest fenomen este o raritate în limbile indoeuropene, existând de exemplu în portugheză: No caso de (tu) estares doente, não vou à festa „În caz că te îmbolnăvești, nu merg la petrecere”.

### În domeniul altor părți de vorbire
În domeniul pronumelor, în afară de pronumele personal, persoana mai este exprimată, în funcție de limbă, și de pronumele posesiv și de corespondentul său adjectival. Unele limbi, precum maghiara, au pronume posesive, dar nu și adjective posesive. Funcția acestora este îndeplinită de sufixele personale posesive adăugate la substantivul care denumește obiectul posedat. Exemple:
| Română   | Sârbă     | Franceză  | Engleză  | Maghiară |
| -------- | --------- | --------- | -------- | -------- |
| casa mea | moja kuća | ma maison | my house | házam    |

Pronume posesive:
| Română | Sârbă | Franceză  | Engleză | Maghiară |
| ------ | ----- | --------- | ------- | -------- |
| a mea  | moja  | la mienne | mine    | az enyém |

În maghiară, categoria persoanei poate fi purtată și de unele așa-numite „postpoziții”, care au funcția prepozițiilor din alte limbi, dat fiind că acelor postpoziții li se pot adăuga tot sufixele personale posesive. Astfel, de exemplu, se spune az iskola után „după școală” și utánam „după mine”, utánad „după tine” etc.